# Roman Fricke
Roman Fricke (Bremen, 23 maart 1977) is een Duits hoogspringer. Hij is viervoudig nationaal kampioen op dit onderdeel. 
Fricke manifesteerde zich voor de eerste maal op een groot internationaal toernooi, toen hij in 2003 deelnam aan de wereldkampioenschappen in Parijs, waar hij bij het hoogspringen als dertiende eindigde. Een jaar later nam hij deel aan de Olympische Spelen van Athene, maar hier geraakte hij niet door de kwalificatieronde.

## Titels
- Duits kampioen hoogspringen - 2003, 2004
- Duits indoorkampioen hoogspringen - 2004, 2006

## Persoonlijke records

### Outdoor
| Prestatie | Datum       | Plaats          |
| --------- | ----------- | --------------- |
| 2,30 m    | 29 mei 2004 | Herzogenbuchsee |

### Indoor
| Prestatie | Datum            | Plaats    |
| --------- | ---------------- | --------- |
| 2,28 m    | 11 februari 2006 | Otterberg |

## Palmares
- 2003:  EK indoor - 2,24 m
- 2003: 5e Europa Cup - 2,20 m
- 2003: 13e WK - 2,20 m
- 2004:  Europa Cup - 2,27 m
- 2004: 13e in kwal. OS - 2,20 m
- 2005: 5e Europa Cup - 2,24 m
- 2006: 16e WK Indoor - 2,15 m